# Juan Ángel Belda Dardiñá
Juan Ángel Belda Dardiñá (* 7. September  1926 in Bilbao, Spanien; † 22. Februar 2010 in Huesca) war ein spanischer Geistlicher und römisch-katholischer Bischof von Jaca und später von León.

## Leben
Juan Ángel Belda Dardiñá besuchte ein jesuitisches Gymnasium in Bilbao. Er studierte Zivilrecht an der Universität Valladolid und lehrte das Fachgebiet an der Universität Deusto. Er absolvierte eine Priesterausbildung in Bilbao und studierte Kirchenrecht an der Päpstlichen Universität Comillas und an der Päpstlichen Universität Gregoriana. Am 29. Juni 1960 wurde er in Bilbao zum Priester geweiht. 
Dardiñá war anschließend Professor für Moraltheologie am Seminar von Derio, Staatsanwalt und Verteidiger der kirchlichen Gerichte, zuständig für die ständige Weiterbildung des Klerus und der Priester im Bistum Bilbao. Er war auch Professor des Naturrechts an der Fakultät für Theologie an der Universität Deusto.
Am 31. Januar 1978 ernannte ihn Papst Paul VI. zum Bischof von Jaca. Die Bischofsweihe spendete ihm der Apostolische Nuntius in Spanien und spätere Kurienkardinal, Luigi Dadaglio, am 1. April 1978; Mitkonsekratoren waren Elías Yanes Álvarez, Erzbischof von Saragossa, und José María Cirarda Lachiondo, Erzbischof von Pamplona. Von Juni 1981 bis zum Februar 1982 war er während der Sedisvakanz zusätzlich Apostolischer Administrator des Bistums Tarazona. Am 28. Juli 1983 wurde er zum Bischof von León ernannt und am 30. August desselben Jahres in das Amt eingeführt. Am 9. Februar 1987 verzichtete er auf das Bistum León und war als Generalsekretär der spanischen Bischofskonferenz tätig. 1989 trat er aus gesundheitlichen Gründen zurück.